# Nombre de Kaprekar
Un nombre de Kaprekar est un entier naturel qui, dans une base donnée, lorsqu'il est élevé au carré, peut être séparé en une partie gauche et une partie droite (non nulle) telles que la somme donne le nombre initial.
Exemples en base dix
45 est un nombre de Kaprekar car 452 = 2 025 et 20 + 25 = 45.
703 est un nombre de Kaprekar car 7032 = 494 209 et 494 + 209 = 703.
4 879 est un nombre de Kaprekar car 4 8792 = 23 804 641 et 238 + 04 641 = 4 879.
Les nombres de Kaprekar ont été principalement étudiés par le mathématicien indien D. R. Kaprekar.

## n-nombre de Kaprekar
Soient {\displaystyle a\geq 2} et {\displaystyle n\geq 1} deux entiers. On dit qu'un entier {\displaystyle k} est un {\displaystyle n}-nombre de Kaprekar en base {\displaystyle a} s'il existe deux entiers naturels {\displaystyle u} et {\displaystyle v} tels que :
Les 30 premiers nombres de Kaprekar en base dix sont :
1, 9, 45, 55, 99, 297, 703, 999, 2 223, 2 728, 4 879, 4 950, 5 050, 5 292, 7 272, 7 777, 9 999, 17 344, 22 222, 38 962, 77 778, 82 656, 95 121, 99 999, 142 857, 148 149, 181 819, 187 110, 208 495 et 318 682.
Dans l'inventaire que fait Kaprekar en 1980, il oublie tous les nombres de la forme {\displaystyle 10^{n}-1} ainsi que les nombres 181 819 et 818 181. L'oubli est rectifié en 1981 par Mannis Charosh, qui met au point une méthode de génération de grands nombres de Kaprekar.
En 2000, Douglas Iannucci démontre que les n-nombres de Kaprekar en base dix sont en bijection avec les diviseurs unitaires de {\displaystyle 10^{n}-1} et montre comment les obtenir à partir de la décomposition en facteurs premiers de {\displaystyle 10^{n}-1}. Il démontre en outre que si k est un n-nombre de Kaprekar, il en est de même de {\displaystyle 10^{n}-k}.
Exemple
pour n = 2, {\displaystyle 10^{2}-1} = 99 qui se divise de 2 façons à l'aide de diviseurs unitaires distincts de 1
99 = 9 × 11. Or 45 est le plus petit multiple de 9 congru à 1 modulo 11 et 45 est un 2-nombre de Kaprekar.
99 =  11 × 9. Or 55 est le plus petit multiple de 11 congru à 1 modulo 9 et 55 est un 2-nombre de Kaprekar
On remarque de plus que {\displaystyle 55+45=10^{2}}.
pour n = 3, {\displaystyle 10^{3}-1} = 999 qui se divise de 2 façons à l'aide de diviseurs unitaires distincts de 1
999 = 27 × 37. Or 297 est le plus petit multiple de 27 congru à 1 modulo 37 et 297 est un 3-nombre de Kaprekar.
999 =  37 × 27 et 703 est le plus petit multiple de 37 congru à 1 modulo 27 et 703 est un 3-nombre de Kaprekar.
Enfin, on remarque que {\displaystyle 297+703=10^{3}}.
Iannucci démontre d'autre part que les nombres de Kaprekar en base 2 sont tous les nombres parfaits pairs.

## Nombre de Kaprekarnaturel
Certains auteurs imposent aux carrés des nombres de Kaprekar une décomposition en deux parties de tailles quasi-égales : un entier naturel k de n chiffres est dit de Kaprekar « naturel » si son carré se décompose en une partie droite de n chiffres et une partie gauche de n ou n – 1 chiffres telles que leur somme donne k. En imposant cette condition supplémentaire, la liste des nombres de Kaprekar se trouve amoindrie. En base dix, les deux premiers nombres de Kaprekar non « naturels » sont 4 879 et 5 292.